# Stepan Poutilo
Stepan Aleksandrovitch Poutilo ou Putilo (en russe : Степа́н Алекса́ндрович Пути́ло, en biélorusse : Сцяпан Аляксандравіч Пуціла, également connu sous le pseudonyme Svetlov, né le 27 juillet 1998 à Minsk, en Biélorussie) est un journaliste biélorusse, blogueur, réalisateur de télévision, auteur et créateur des chaînes Nexta sur des thèmes sociaux et politiques. Il compte plus de quatre millions d'abonnés sur l'ensemble de ses réseaux sociaux, dont plus de 532 000 sur YouTube et plus de 2,7 millions sur les canaux Telegram. Opposé au système Loukachenko il réside actuellement en Pologne.

## Biographie
Stepan Aleksandrovitch Poutilo est né le 27 juillet 1998 à Minsk. Son père est un journaliste sportif biélorusse, Alexandre Poutilo, qui, depuis 2008, présente des programmes sportifs sur Bielsat TV.
Stepan Poutilo vit actuellement en Pologne, où il étudie à l'université de Silésie, se spécialisant dans la production cinématographique et télévisuelle. Il a animé l'émission d'information et de divertissement en biélorusse Soubiektyv sur la chaîne Bielsat TV de l'automne 2018 à la fin juin 2020.
En mars 2019, il a reçu le prix national des droits de l'homme Viktor Ivachkevitch,.
En septembre 2020, le vidéoblogueur Iouri Doud a interviewé Stepan Poutilo et d'autres collaborateurs de Nexta en Pologne. La vidéo a recueilli plus de 6 millions de vues sur YouTube au cours de la première semaine suivant sa publication le 18 septembre,.

## Activités publiques
Il a commencé ses activités publiques en octobre 2015 en créant la chaîne YouTube Nexta. La première vidéo de la chaîne, la chanson Rien à choisir (Выбора нет), a été programmée pour coïncider avec l'élection présidentielle au Belarus et appelait la population à la boycotter en raison d'une possible falsification des résultats. Les services de sécurité s'intéressent à la personnalité du blogueur presque immédiatement.
En 2017, il participe à plusieurs manifestations, notamment à la « Marche des Biélorusses en colère » du 17 février, qu'il retransmet en direct sur Periscope, alors très populaire. Par la suite, sur sa chaîne YouTube, il publie plusieurs vidéos sur le thème des manifestations en Biélorussie.
En 2017, il recueille près de 5 000 signatures en faveur de la légalisation ou du moins de la dépénalisation du cannabis en Biélorussie et les soumet à la Chambre des représentants, qui envisageait à l'époque de modifier les articles du code pénal concernant la consommation des drogues douces.
En février 2018, une procédure pénale est envisagée à l'encontre de Stepan Poutilo au titre de l'article 368 du Code pénal « Insulte au président » pour des vidéos sur YouTube : une citoyenne inconnue aurait été mise en colère, entre autres, par le mot « Lukasherlock », qui figurait dans le titre d'une des vidéos sur YouTube, et elle a fait une déclaration à la police avec une demande de vérification. Un vieil ordinateur portable et une caméra vidéo sont saisis chez le blogueur, qui se trouvait déjà en Pologne au moment de la perquisition. Les résultats de la « vérification » menée ne sont publics que 9 mois plus tard : en novembre 2018, la police refuse d'ouvrir une procédure pénale et indique qu'il n'y a aucune restriction au franchissement de la frontière de l'État en ce qui concerne le blogueur. Malgré cela, il ne rentre depuis pas en Biélorussie, craignant d'être poursuivi par les autorités actuelles.
Depuis l'automne 2018, il entretient activement le canal Nexta sur la messagerie Telegram.
La chaîne Nexta couvre en détail les manifestations en Biélorussie,,. En août 2020, Nexta devient l'un des canaux Telegram les plus populaires au monde. Stepan Poutilo est placé sur une liste internationale de personnes recherchées par les autorités biélorusses dans le cadre d'une affaire pénale pour avoir organisé des émeutes de masse.
En novembre 2020 Stepan Poutilo et Roman Protassevitch sont inclus dans la liste de terroristes par le KGB de Biélorussie.
Depuis octobre 2020, il produit des interviews de personnalités publiques et politiques sur la chaîne YouTube Nexta. Parmi les premiers participants figurent Maxime Katz, Ilya Varlamov et Alexeï Navalny.